# Gretl
gretl ist eine freie Statistik-Software, hauptsächlich für Ökonometrie. Der Name ist ein Akronym für Gnu Regression, Econometrics and Time-series Library. gretl kann als eigenständiges Programm über eine Benutzerschnittstelle genutzt werden und auch mit anderen Statistik- und Ökonometrie-Paketen verwendet werden, z. B. X-12-ARIMA, TRAMO/SEATS oder R. gretl ist in C geschrieben und nutzt das GIMP-Toolkit für die grafische Benutzeroberfläche. Die Benutzeroberfläche ist in verschiedenen Sprachen verfügbar, darunter auch Deutsch. Für die Erstellung von Grafiken wird Gnuplot und für die Darstellung von numerischen Resultaten und Modellen wird unter anderem LaTeX genutzt. Eine Bedienung per Kommandozeile ist möglich, ebenso wie die Skriptbarkeit mit der eigenen Skriptsprache hansl.
gretl wurde mehrmals im Journal of Applied Econometrics und einmal im Journal of Statistical Software besprochen.

## Unterstützte Datenformate
gretl hat ein eigenes, vollständig dokumentiertes, XML-basiertes Datenformat. Es kann Daten in weiteren Formaten importieren, zum Beispiel ASCII-Dateien, Dateien im CSV-Format und verschiedene Datenbankformate.